# ماركو روبيو
ماركو أنطونيو روبيو (بالإنجليزية: Marco Antonio Rubio)‏ وزير الخارجية الأمريكية وهو نائب سابق ومحامي أمريكي ولد في يوم 28 مايو 1971 في مدينة ميامي في ولاية فلوريدا في الولايات المتحدة، هو عضو في مجلس النواب الأمريكي من الحزب الجمهوري منذ سنة 2011 ومرشح للرئاسة الأمريكية في الإنتخابات الأمريكية 2016 وأيضا تم تعيين ماركو روبيو بمنصب وزير الخارجية في إدارة دونالد ترامب الثانية 2025. روبيو من عائلة كوبية أمريكية وخريج جامعة فلوريدا في القانون، ويعتبر من معارضي سياسة الرئيس باراك أوباما وهو من أبرز معارضي الإتفاقية النووية مع إيران و من أشد المعارضين لبقاء القوات الأمريكية في سوريا وحريص على أمن إسرائيل كما أنه معارض لإرجاع علاقات الولايات المتحدة مع بلده الأم كوبا.
كما أنه يدعو مرارا لتجريم تنظيم البوليساريو و تسميته بالتنظيم الإرهابي التابع للجزائر و لفرض عقوبات على داعميهم ، و يرى محللون أن هدا الملف سيصبح على رأس الدبلوماسية الأمريكية.     

## روابط خارجية
- ماركو روبيو على موقع IMDb (الإنجليزية)
- ماركو روبيو على موقع الموسوعة البريطانية (الإنجليزية)
- ماركو روبيو على موقع روتن توميتوز (الإنجليزية)
- ماركو روبيو على موقع مونزينجر (الألمانية)
- ماركو روبيو على موقع إن إن دي بي (الإنجليزية)
- ماركو روبيو على موقع قاعدة بيانات الفيلم (الإنجليزية)